# Anno II. od Kölna
Anno II. (oko 1010. – Siegburg, 4. prosinca 1075.), nadbiskup Kölna od 1056. do smrti i svetac.

## Životopis
Rodio se u švapskoj obitelji von Steusslingen, a obrazovao se u Bambergu. Postao je kapelan na dvoru rimsko-njemačkog cara Henrika III. Godine 1056. ga je Henrik postavio za nadbiskupa Kölna. Ubrzo nakon careve smrti je postao jedna od najmoćnijih ličnosti u Carstvu; nastojeći suzbiti utjecaj suparnice Agnes od Poitoua bio je među organizatorima otmice malodobnog carevog sina i nasljednika Henrika IV. Međutim, vrlo brzo je bio prisiljen dijeliti vlast i utjecaj s dva druga nadbiskupa - Adalbertom Bremenskim i Siegfridom I. od Mainza. Godine 1064. je otišao u Italiju gdje je imao važnu ulogu u suzbijanju pobune protiv autoriteta pape Aleksandra II. Nakon što je Adalbert pao u nemilost, vratio je dio svog utjecaja. Godine 1074. je uspio ugušiti ustanak protiv svoje vlasti nad Kölnom.
Godine 1183. ga je kanonizirao papa Lucije III. O njemu je napisana Annolied, pjesma koja se smatra jednim od najvažnijih djela srednjovjekovne njemačke književnosti.